# Friedhelm Hartenstein
Friedhelm Hartenstein (* 31. Oktober 1960 in Stuttgart) ist ein deutscher evangelischer Theologe. Er ist seit 2010 Professor für Altes Testament an der Evangelisch-theologischen Fakultät der Ludwig-Maximilians-Universität München.

## Leben
Von 1983 bis 1989 studierte Hartenstein Evangelische Theologie, Assyriologie und vorderasiatische Archäologie in München, Jerusalem und Bonn. 1989 legte er das erste theologische Examen bei der Evangelischen Landeskirche in Württemberg ab. Von 1989 bis 1994 absolvierte er ein Promotionsstudium in München, dabei war er von 1991 bis 1994 Assistent am Lehrstuhl für Theologie des Alten Testaments (Jörg Jeremias). Nach der Promotion 1996 in München absolvierte er das Vikariat und die Hilfspfarrzeit (1994–1997) in der Evangelischen Kirche von Kurhessen-Waldeck. Nach dem zweiten theologischen Examen und der Ordination 1996 hatte er von 1997 bis 1999 ein Habilitandenstipendium der DFG. Nach der Habilitation 2001 in Marburg, wo er von 2000 bis 2002 Assistent im Fachgebiet Altes Testament war, lehrte er von 2002 bis 2010 als Professor für Altes Testament und Altorientalische Religionsgeschichte am Fachbereich Evangelische Theologie der Universität Hamburg. Seit 2010 ist er Professor für Altes Testament II (Theologie des Alten Testaments und Religionsgeschichte Israels in ihrem altorientalischen Kontext) an der Ludwig-Maximilians-Universität München.
Seine Forschungsschwerpunkte sind Religionsgeschichte Israels und des Alten Orients, mit dem Schwerpunkt Ikonographie, Exegese und Theologie des Alten Testaments, mit den Schwerpunkten Psalmen und Prophetie und Hermeneutik des Alten Testaments.

## Schriften (Auswahl)
- Die Unzugänglichkeit Gottes im Heiligtum. Jesaja 6 und der Wohnort JHWHs in der Jerusalemer Kulttradition (= Wissenschaftliche Monographien zum Alten und Neuen Testament Band 75). Neukirchener Verlag, Neukirchen-Vluyn 1997, ISBN 3-7887-1640-1 (zugleich Dissertation, München 1996).
- Das Angesicht JHWHs. Studien zu seinem höfischen und kultischen Bedeutungshintergrund in den Psalmen und in Exodus 32 - 34 (= Forschungen zum Alten Testament Band 55). Mohr Siebeck, Tübingen 2008, ISBN 3-16-148729-X (zugleich Habilitationsschrift, Marburg 2001).
- Das Archiv des verborgenen Gottes. Studien zur Unheilsprophetie Jesajas und zur Zionstheologie der Psalmen in assyrischer Zeit (= Biblisch-theologische Studien Band 74). Neukirchener Verlag, Neukirchen-Vluyn 2011, ISBN 978-3-7887-2139-8.
- Die bleibende Bedeutung des Alten Testaments. Studien zur Relevanz des ersten Kanonteils für Theologie und Kirche (= Biblisch-theologische Studien Band 165). Vandenhoeck & Ruprecht, Göttingen/Bristol 2016, ISBN 3-7887-3047-1.